# 大保木村
大保木村（おおふきむら）は愛媛県東予地方の新居郡にあった村である。1956年（昭和31年）に、加茂村、新居浜市大生院の一部とともに西条市に編入合併され、自治体としては消滅した。現在の西条市の南端、四国山地の山中、高知県と境を接する。

## 地理
石鎚山系の山々の北山腹、加茂川の上流の渓谷。加茂川は支流を集めつつ、北流、黒瀬付近で東に流れを変え、兎之山付近で流れもゆるやかになり、大きく蛇行し、同地には河岸段丘が発達している。
山
石鎚山、瓶ヶ森、岩黒山、高森
河川
加茂川
村名の由来
「崖」をあらわす「ほき」から取ったものとされる。藩政期には「大保木山」と呼ばれていた。

## 歴史

### 略史
近世
- 西条藩領。新居郡橘郷、氷見組に属す。大保木村、黒瀬山村、中奥山村、西野川山村、東野川山村の5か村があり、「西五ヶ山」と総称されていた。
- 1664年（寛文4年）　五ヶ山庄屋連名の銀納血判状を藩に提出、藩は首謀者として中奥山庄屋・工藤治兵衛（治平）を子ともども処刑。幕府に知れることとなり、この件も一因となり、翌年一柳直興は改易させられた。
- 1670年（寛文10年） 新たな西条藩主・松平頼純より銀納が許可される。これ以降、村人は貨幣収入を得るため、楮、櫨、茶などの商品作物の作付けに励み、加茂川の流れを利用した杉、檜の材木の搬出のほか、造林にも力を入れていった。
- 天保年間　この頃、最も下流に位置する兎野山が「西五ヶ山」から分離、独立して一村として扱われるようになった。
- 藩政期後半、氷見組、大町組などの平地部の農民が、肥草を求めて入会山に入り、当村との紛争が明治に入るまで散発した。

明治以降
- 1877年（明治10年） - 兎之山村に松岡小学校、中奥山村に開習小学校開設。
- 1889年（明治22年） - 西之川銅山が住友の経営に移る。
- 1919年（大正8年） - 西之川銅山休山。
- 1947年（昭和22年） - 中奥山に大保木中学校を開設。
- 1951年（昭和26年） - 兎之山まで乗合バス開通。
- 1952年（昭和27年） - 千野野に高嶺小学校開設。
- 1956年（昭和31年） - 黒瀬まで乗合バスが開通。

### 村の沿革
- 1889年（明治22年） - 町村制施行により新居郡兎野山（とのやま）、黒瀬山（くろせやま）、大保木山（ほきやま）、中奥山（なかおくやま）、西野川山（にしのかわやま）、東野川山（ひがしのかわやま）の6村が合併し、新居郡大保木村として発足。大字大保木山に役場をおく。
- 1956年（昭和31年） - 加茂村、新居浜市大生院の一部とともに西条市に編入合併し、大保木村は自治体としては消滅した。

```
大保木村の系譜
（町村制実施以前の村）　（明治期）　　　　　（昭和の合併）　（平成の合併）
　　　　　　　　　　　　町村制施行時
兎野山━━━━┓
黒瀬山━━━━┫
大保木山━━━╋━大保木村━━━━━━━━┓昭和31年
中奥山━━━━┫　　　　　　　　　　　　　┃9月28日
東野川山━━━┫　　　　　　　　　　　　　┃　編入
西野川山━━━┛　　　　　　　　　　　　　┃
　　　　　　　　　加茂村━━━━━━━━━┫
　　　　　　　　　新居浜市大生院の一部━━┫
　　　　　　　　　　　　　　　　　　　　　┃
　　　　　　　　　　　　　　　西条市━━━┻━━━━━━━┓　平成16年11月1日
　　　　　　　　　　　　　　　　　　　　　　　　　　　　　┃　新設合併、
　　　　　　　　　　　　　　　　　　　　　　　　　　　　　┃　新・西条市発足
　　　　　　　　　　　　　　　　　　　　　　　　　　　　　┣━━西条市
　　　　　　　　　　　　　　　　　　　　　　東予市━━━━┫
　　　　　　　　　　　　　　　　　　　　　　丹原町━━━━┫
　　　　　　　　　　　　　　　　　　　　　　小松町━━━━┛

（注記）大保木村以外の合併以前の系譜はそれぞれの市町村の記事を参照のこと。

```

## 地域
合併、発足の6村がそのまま大字となった。兎野山（とのやま）、黒瀬山（くろせやま）、大保木山（ほきやま）、中奥山（なかおくやま）、西野川山（にしのかわやま）、東野川山（ひがしのかわやま）
中奥山に役場もあり村の中心地であった。
「兎之山」は古くは「外野山」とも書いた。
現在では、「野」を「之」に換え、「山」を省く。（兎之山を除く）（例）西之川、東之川

## 産業
奥深い山地のため、狩猟、薪炭に加え、雑穀類、豆類、木材、竹材の生産などを生業としてきた。兎之山では谷底平野や河岸段丘上で米作も営まれる。

## 交通
鉄道はない。
県道西条久万線、県道石鎚伊予小松停車場線